# Korg X50

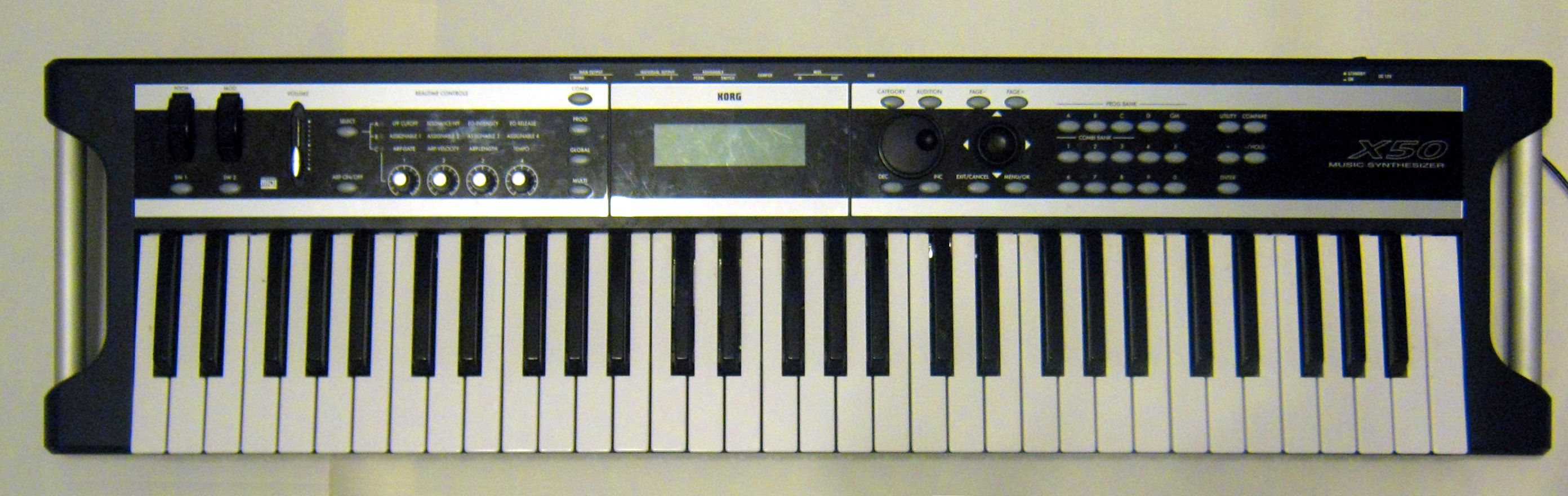
Korg X50 w normalnej wersji

Korg X50 – syntezator produkowany od 2007 roku przez firmę Korg, zaprezentowany razem z M3 na NAMM. Jest konkurentem Yamahy MM6.

## Opis
X50 posiada kolorowy wyświetlacz LCD (bez możliwości dostosowania kontrastu) o rozdzielczości 240x64 piksele. 988 próbek (w tym 518 perkusyjnych), mieści się na 64MB pamięci. X50 ma 512 brzmień fabrycznych (4 banki po 128 barw) - PROG i 384 COMBI (3x128). Użytkownik ma do dyspozycji 128 miejsc. W tym instrumencie są także brzmienia GM: 128 brzmień i 9 zestawów perkusyjnych. X50 posiada 251 fabrycznych, w pełni edytowalnych przebiegów arpeggiatora. X50 posiada syntezę HI (Hyper Integrated), znaną z serii Triton, czy modeli TR. Nowy syntezator posiada też 4 pokrętła, Pitch Bend i Mod. X50 dysponuje 62 głosową polifonią.

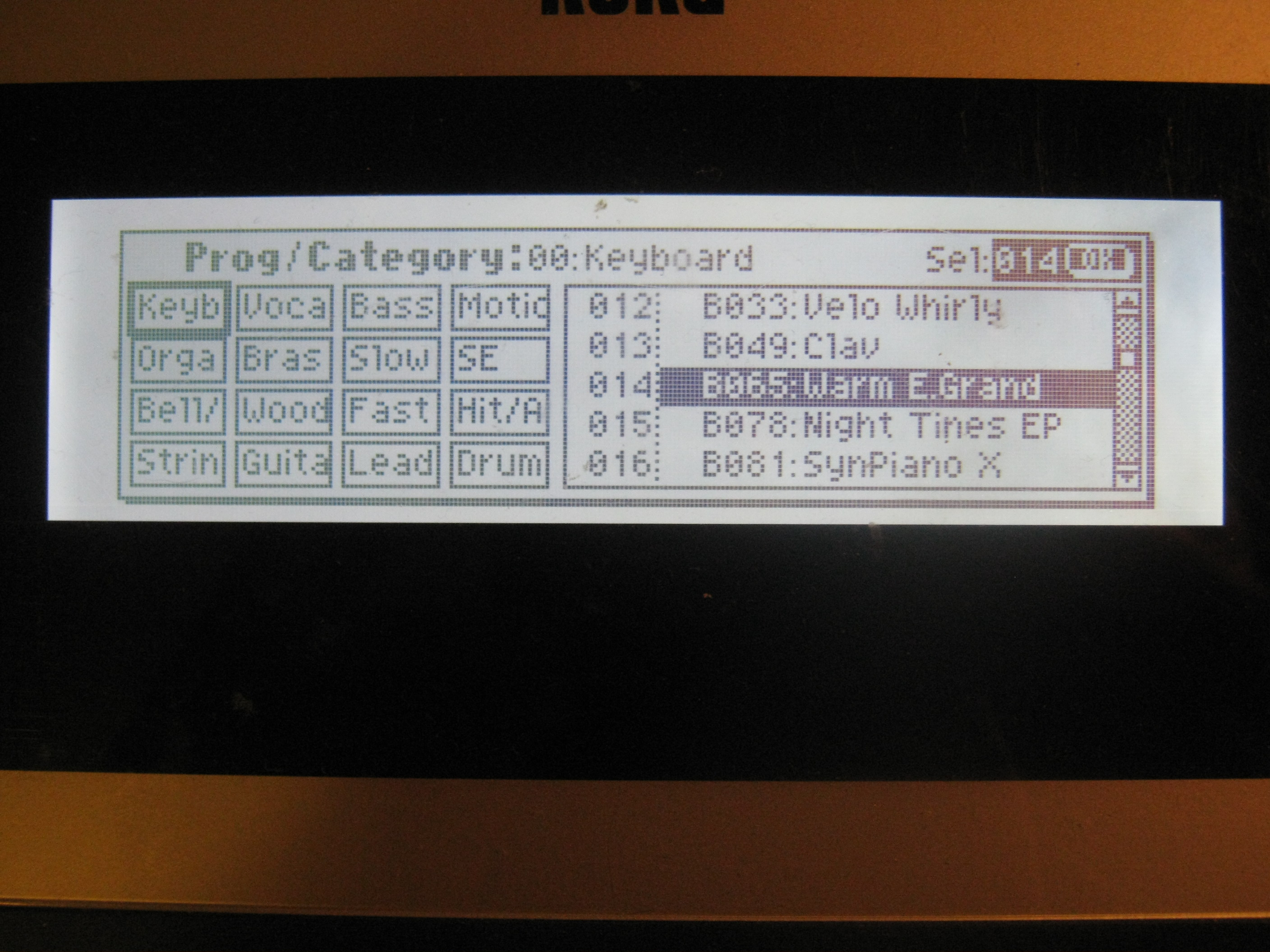
Kategorie PROG

### Kategorie

#### PROG
Brzmienia w trybie PROG dzielą się na 16 kategorii: 00:Keyboard (pianina), 01:Organ (organy), 02:Bell/Mallet (dzwonki itp.), 03:Strings (skrzypce itp.), 04:Vocal/Airy (chórki), 05:Brass (trąbki, instr. orkiestrowe), 06:Woodwing/Reed (flety, akordeony itp.), 07:Guitar/Plucked (gitary), 08:Bass (basy), 09:SlowSynth, 10:FastSynth, 11:LeadSynth (różne brzmienia syntezatorowe), 12:MotionSynth, 13:SE, 14:Hit/Arpg (brzmienia elektroniczne i efekty) oraz 15:Drums (perkusje). Brzmienia "PROG" pochodzą z serii Triton i modeli TR. 

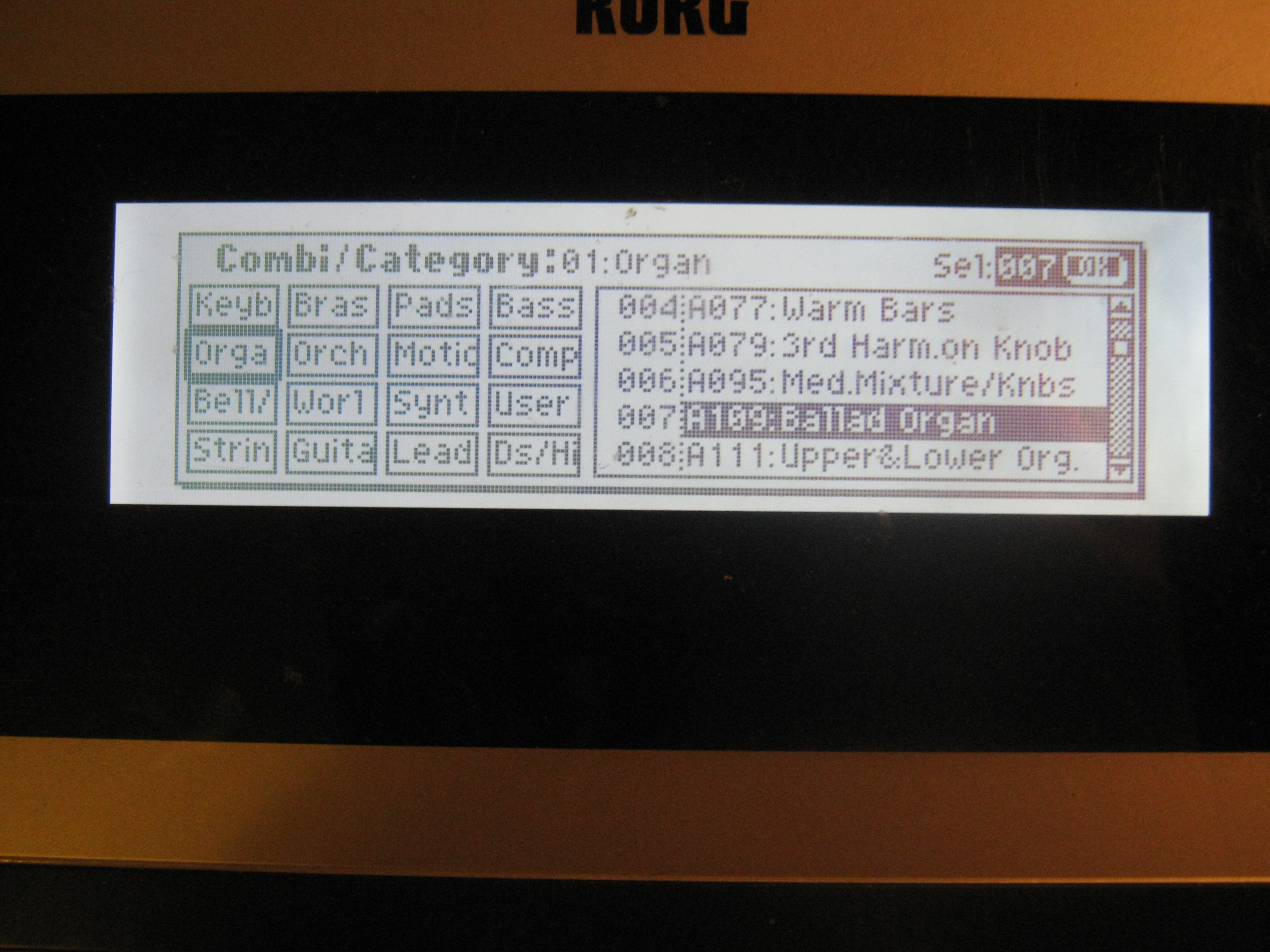
Kategorie COMBI

#### COMBI
W trybie Combination, tak samo jak w Program, brzmienia są w 16 kategoriach: 00:Keyboard (pianina itp.), 01:Organ (organy), 02:Bell/Mallet/Perc (dzwonki itp.), 03:Strings (smyczki), 04:BrassReed (trąbki, tzw. "brasy"), 05:Orchestral (instr. orkiestrowe), 06:World (dźwięki ze świata), 07:Guitar/Plucked (gitary), 08:Pads (pady i chórki), 09:Motion Synth, 10:Synht (brzmienia syntezatorowe), 11:LeadSplits (leady), 12:BassSplits (basy), 13:Complex & SE (brzmienia elektroniczne), 14:User (brzmienia użytkownika) i 15:Ds/Hits (perkusje itp.).

### Klawiatura
X50 ma 61 klawiszy tzw. "syntezatorowych", z 2 poziomami czułości (zwane Initial Touch). 

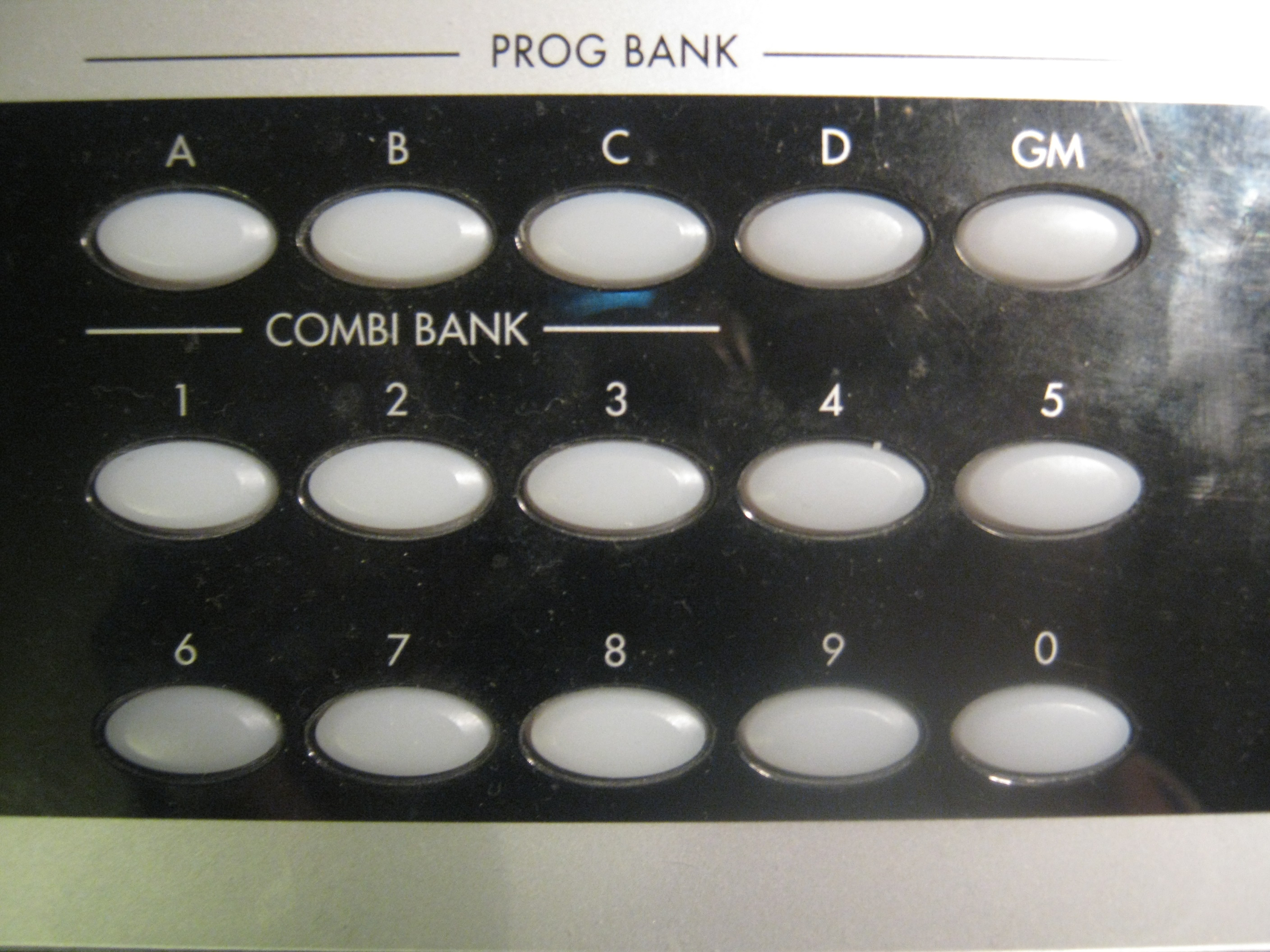
Przyciski numeryczne i od banków brzmień

## Banki brzmień

### Program
- A = 000-127
- B = 000-127
- C = 000-127
- D = 000-127

### Combination
- A = 000-127
- B = 000-127
- C = 000-127

### Multi
- Multi = 000-127

### General Midi
(wybierane w trybie "PROG")
- G = 001-128
- G (d)* = 001-128

(* - (d) oznacza "drums" [perkusje])

## Inne wersje

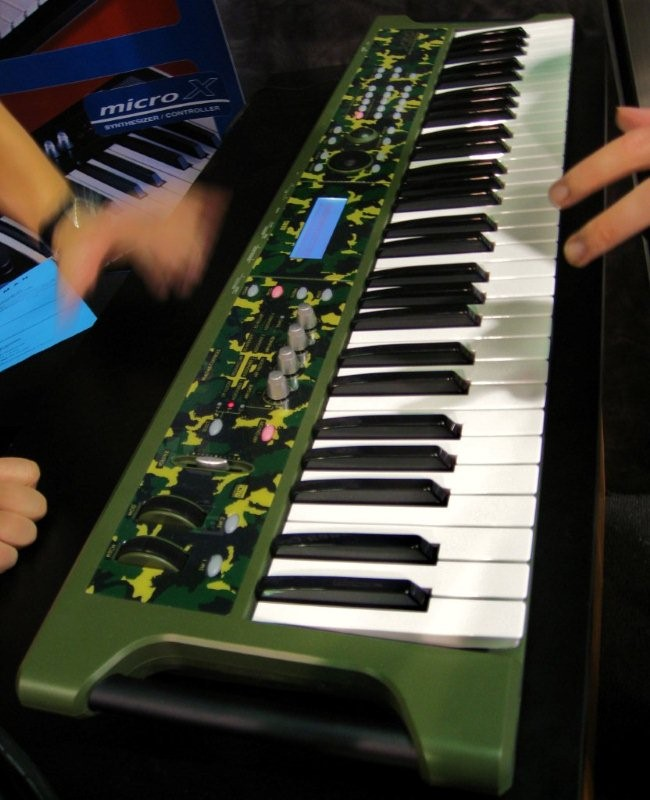
Korg X50 w wersji "zakamuflowanej"

Na NAMM 2008, Korg zaprezentował limitowaną edycję tego modelu. X50 Camouflage Edition różni się tylko i wyłącznie pod względem wyglądu, od zwykłej, czarno-srebrnej wersji. Funkcje techniczne pozostały bez zmian.

## Modele pokrewne
KORG MICRO-X

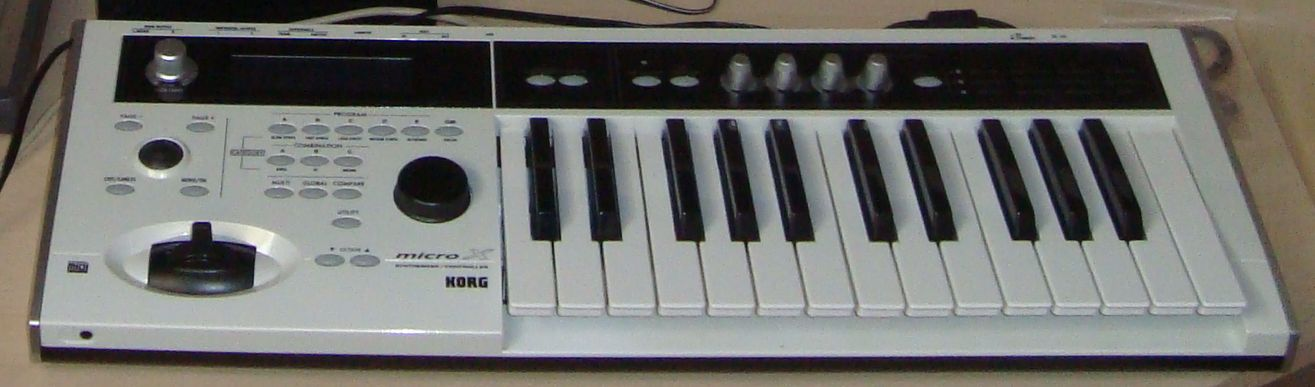
microX (wersja biało-czarna)

W 2007 roku, razem z X50, japoński producent zaprezentował również mniejszą wersję X50. Nawiązując do rozmiarów instrumentu, oraz do swojej serii instrumentów, Korg nazwał ten model microX. "X" pochodzi od "X50", a "micro" od nazwy rodziny syntezatorów Korga - serii Micro (np. microKORG). Prócz wyglądu, microX różni się od X50 wyświetlaczem. Ekran ten rozróżnia czarny i odcienie czerwonego, a nie jak w X50 - niebieskiego. Z "dużego brata", microX odziedziczył joystick, 4 pokrętła, wygląd guzików i klawiaturę (dokładnie jej najwyższe dwie oktawy. Kółka Pitch i Mod zastąpiono drugim joystickiem, a pokrętło wybierania zmieniono na bardziej wystające i mniej wygodne. Technicznie, microX jest bardziej zaawansowany od X50. Posiada 128 brzmień fabrycznych więcej (640 barw "Program"); jednak brzmień "Combination" jest tyle samo - 384. Tyle samo jest perkusji, oraz brzmień GM - 128 barw i 9 perkusji GM. MicroX produkowany jest w dwóch wersjach kolorystycznych: biało-czarna i czarna. Syntezator ten, będący prawie  tylko i wyłącznie mniejszą wersją X50, kosztuje mniej więcej 2000 zł, a więc o około 500 zł mniej, niż trzeba płacić za X50.

## Ceny
Cena modelu X50 wynosi około 2500 zł za nowy egzemplarz. Model używany kosztuje 500-600 zł mniej.